# Негрилешти (Вранча)
Негрилешти (рум. Negrilești) насеље је у Румунији у округу Вранча у општини Негрилешти. Oпштина се налази на надморској висини од 491 m.

## Становништво
Према подацима из 2002. године у насељу је живело 1715 становника, од којих су сви румунске националности.